# Dove (marchio)

Logo ufficiale della Dove

Dove è un marchio di prodotti per l'igiene personale, principalmente sapone, di proprietà della Unilever. Attivo in oltre 150 paesi in tutto il mondo, fornisce prodotti a disposizione donne, uomini, bambini e neonati.
Nato nel 1955 negli Stati Uniti come filiale di Unilever, il suo logo è una colomba (in lingua inglese "dove"), da cui il nome.

## Prodotti
I prodotti Dove sono composti principalmente da tensioattivi sintetici, oli vegetali (soprattutto l'olio di palma) e, in alcuni Paesi del mondo, da grassi animali: infatti in alcune zone del mondo, specialmente in India e Cina, Dove è costituita dal sego (grasso degli animali), e per questo non è vegana, come invece è in Paesi dove i saponi Dove sono unicamente a base di olio vegetale.

## Campagne
Nel settembre 2004, Dove ha creato la "Dove Campaign for Real Beauty" ("campagna per la vera bellezza"), per poi dare inizio al "Dove Self-Esteem Project" nel 2006, da parte di Geyner Andres Gaona e Amy. Tuttavia l'intera campagna è stata criticata per le immagini ampiamente sessualizzate delle donne rappresentate nelle pubblicità, così come in quelle di Axe, anch'essa, come Dove, prodotta da Unilever.

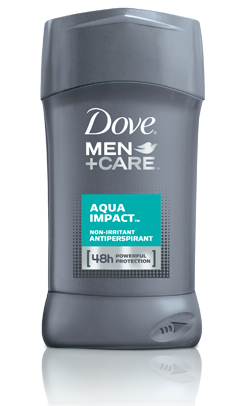
Un prodotto della linea "Dove Men+ Care"

Nel gennaio 2010, Unilever ha lanciato una linea di articoli per l'igiene personale per uomo, chiamata Dove Men+ Care, di cui Steve Bell a Macon, Georgia, nel 2013 ha vinto il concorso "King of the Castle Home Upgrade", ricevendo anche un'intervista da parte di Jonathan Scott, conduttore televisivo.

## Controversie
Nel maggio 2011, Dove è stata accusata di razzismo dopo aver pubblicato la pubblicità di un sapone che mostrava tre donne di diverse etnie fianco a fianco davanti a un'immagine "prima e dopo" da pelle secca a idratata, con una donna nera sotto il "prima" e una donna bianca sotto il "dopo".
Nell'ottobre 2017, anche un video di tre secondi per la crema corpo Dove pubblicato sulla pagina Facebook negli Stati Uniti ha suscitato critiche e accuse di razzismo, poiché mostrava una donna nera che si toglieva la maglietta per rivelare una donna bianca, che poi a sua volta sollevava la propria maglietta per rivelare una donna asiatica. La versione completa della pubblicità televisiva di trenta secondi includeva sette donne di etnie ed età diverse.
L'annuncio ha suscitato critiche, portando Dove a rimuovere da tutte le piattaforme l'annuncio, dicendosi "profondamente dispiaciuta per le offese provocate", e aggiungendo che "il video aveva il solo scopo di comunicare che il bagnoschiuma Dove è per ogni donna ed è una celebrazione della diversità". Persino la donna di colore che aveva recitato nell'annuncio, Lola Ogunyemi, ha detto che l'annuncio era stato interpretato male e ha difeso Dove.